# Lenguas lolo
Las lenguas lolo o loloicas, también conocidas como yi en China y ocasionalmente ngwi  o nisoico, son una familia de entre cincuenta y cien lenguas sinotibetanas habladas principalmente en la Yunnan de China. Están estrechamente relacionadas con el birmano y sus parientes. Las ramas loloica y búrmica están bien definidas, al igual que su nodo superior, las lenguas lolo-búrmicas. Sin embargo, la subclasificación interna es más controvertida.
SIL Ethnologue (edición de 2013) estimó un número total de 9 millones de hablantes nativos de lenguas ngwi, siendo el grupo más numeroso el de los hablantes de la lengua Nuosu (yi septentrional) con 2 millones de hablantes (censo de la RPC de 2000).
El término Lolo es el nombre tradicional de la familia. Algunas publicaciones evitan el término bajo la idea errónea de que Lolo es peyorativo, pero es la interpretación china del autónimo del pueblo yi y es peyorativo sólo cuando se escribe con un carácter chino particular (uno que utiliza un radical de «bestia», en lugar de humano), una práctica que fue prohibida por el gobierno chino en la década de 1950.
David Bradley utiliza el nombre ngwi, que también es utilizado por Ethnologue, y Lama (2012) utiliza nisoico. Paul K. Benedict acuñó el término yipho, a partir de yi y un elemento autónimo común (-po o -pho), pero nunca llegó a tener un uso amplio.

## Clasificación interna

### Bradley (2007)
El grupo lolo se dividía tradicionalmente en una rama septentrional, que incluía al lisu y numerosas lenguas yi y una rama meridional, con todo lo demás. Sin embargo, según Bradley y Thurgood también existiría una rama central, con lenguas tanto del norte como del sur. Bradley añade una cuarta rama, la del suroriental.
- Lolo septentrional: Nuosu (2 millones), Nasu (1,0 millones), etc.
- Lolo central: Lisu (940.000)-Lipho (250.000) (incl. lolopo (570.000), lalo (320.000)), micha (50.000), lahu (600.000), jinuo (21.000), etc.
- Lolo meridional: Akha-hani, phunoi-bisu, pholo y 'ugong (aberrante; eliminada en Bradley 1997)
- Lolo suroriental: Nisu, phula, sani, azha, khlula, muji, phowa, etc.

El ugong es divergente; Bradley (1997) lo sitúa con las lenguas búrmicas. El idioma tujia es difícil de clasificar debido a su vocabulario divergente. Otras lenguas loloicas no clasificadas son el gokhy (gɔkhý), el lopi y el  ache.

### Lama (2012)
Lama (2012) reclasificó estas lenguas incluyendo 36 lenguas lolo-búrmicas, basándose en un análisis computacional de las innovaciones fonológicas y léxicas compartidas. Considera que las lenguas mondzi son una rama separada del lolo-birmano, que Lama considera que se separó antes que las lenguas búrmicas. El resto de las lenguas loloicas son las siguientes:
|  | Kazhuoico: Katso (Kazhuo), Samu (Samatao), Sanie, Sadu, Meuma                                              |
|  | |
|  | \| \| Lisoico: Lisu, Lolopo, etc. (See) \| \| \| \| \| \| Nisoico: lenguas nisoides, Axi-Puoid \| \| \| \| |
|  | |
|  | Lisoico: Lisu, Lolopo, etc. (See)                                                                          |
|  | |
|  | Nisoico: lenguas nisoides, Axi-Puoid                                                                       |
|  | |

|  | Lisoico: Lisu, Lolopo, etc. (See)    |
|  |                                      |
|  | Nisoico: lenguas nisoides, Axi-Puoid |
|  |                                      |

|  | Kazhuoico: Katso (Kazhuo), Samu (Samatao), Sanie, Sadu, Meuma                                              |
|  | |
|  | \| \| Lisoico: Lisu, Lolopo, etc. (See) \| \| \| \| \| \| Nisoico: lenguas nisoides, Axi-Puoid \| \| \| \| |
|  | |
|  | Lisoico: Lisu, Lolopo, etc. (See)                                                                          |
|  | |
|  | Nisoico: lenguas nisoides, Axi-Puoid                                                                       |
|  | |

|  | Lisoico: Lisu, Lolopo, etc. (See)    |
|  |                                      |
|  | Nisoico: lenguas nisoides, Axi-Puoid |
|  |                                      |

|  | Kazhuoico: Katso (Kazhuo), Samu (Samatao), Sanie, Sadu, Meuma                                              |
|  | |
|  | \| \| Lisoico: Lisu, Lolopo, etc. (See) \| \| \| \| \| \| Nisoico: lenguas nisoides, Axi-Puoid \| \| \| \| |
|  | |
|  | Lisoico: Lisu, Lolopo, etc. (See)                                                                          |
|  | |
|  | Nisoico: lenguas nisoides, Axi-Puoid                                                                       |
|  | |

|  | Lisoico: Lisu, Lolopo, etc. (See)    |
|  |                                      |
|  | Nisoico: lenguas nisoides, Axi-Puoid |
|  |                                      |

|  | Kazhuoico: Katso (Kazhuo), Samu (Samatao), Sanie, Sadu, Meuma                                              |
|  | |
|  | \| \| Lisoico: Lisu, Lolopo, etc. (See) \| \| \| \| \| \| Nisoico: lenguas nisoides, Axi-Puoid \| \| \| \| |
|  | |
|  | Lisoico: Lisu, Lolopo, etc. (See)                                                                          |
|  | |
|  | Nisoico: lenguas nisoides, Axi-Puoid                                                                       |
|  | |

|  | Lisoico: Lisu, Lolopo, etc. (See)    |
|  |                                      |
|  | Nisoico: lenguas nisoides, Axi-Puoid |
|  |                                      |

|  | Kazhuoico: Katso (Kazhuo), Samu (Samatao), Sanie, Sadu, Meuma                                              |
|  | |
|  | \| \| Lisoico: Lisu, Lolopo, etc. (See) \| \| \| \| \| \| Nisoico: lenguas nisoides, Axi-Puoid \| \| \| \| |
|  | |
|  | Lisoico: Lisu, Lolopo, etc. (See)                                                                          |
|  | |
|  | Nisoico: lenguas nisoides, Axi-Puoid                                                                       |
|  | |

|  | Lisoico: Lisu, Lolopo, etc. (See)    |
|  |                                      |
|  | Nisoico: lenguas nisoides, Axi-Puoid |
|  |                                      |

|  | Kazhuoico: Katso (Kazhuo), Samu (Samatao), Sanie, Sadu, Meuma                                              |
|  | |
|  | \| \| Lisoico: Lisu, Lolopo, etc. (See) \| \| \| \| \| \| Nisoico: lenguas nisoides, Axi-Puoid \| \| \| \| |
|  | |
|  | Lisoico: Lisu, Lolopo, etc. (See)                                                                          |
|  | |
|  | Nisoico: lenguas nisoides, Axi-Puoid                                                                       |
|  | |

|  | Lisoico: Lisu, Lolopo, etc. (See)    |
|  |                                      |
|  | Nisoico: lenguas nisoides, Axi-Puoid |
|  |                                      |

|  | Kazhuoico: Katso (Kazhuo), Samu (Samatao), Sanie, Sadu, Meuma                                              |
|  | |
|  | \| \| Lisoico: Lisu, Lolopo, etc. (See) \| \| \| \| \| \| Nisoico: lenguas nisoides, Axi-Puoid \| \| \| \| |
|  | |
|  | Lisoico: Lisu, Lolopo, etc. (See)                                                                          |
|  | |
|  | Nisoico: lenguas nisoides, Axi-Puoid                                                                       |
|  | |

|  | Lisoico: Lisu, Lolopo, etc. (See)    |
|  |                                      |
|  | Nisoico: lenguas nisoides, Axi-Puoid |
|  |                                      |

|  | Kazhuoico: Katso (Kazhuo), Samu (Samatao), Sanie, Sadu, Meuma                                              |
|  | |
|  | \| \| Lisoico: Lisu, Lolopo, etc. (See) \| \| \| \| \| \| Nisoico: lenguas nisoides, Axi-Puoid \| \| \| \| |
|  | |
|  | Lisoico: Lisu, Lolopo, etc. (See)                                                                          |
|  | |
|  | Nisoico: lenguas nisoides, Axi-Puoid                                                                       |
|  | |

|  | Lisoico: Lisu, Lolopo, etc. (See)    |
|  |                                      |
|  | Nisoico: lenguas nisoides, Axi-Puoid |
|  |                                      |

|  | Kazhuoico: Katso (Kazhuo), Samu (Samatao), Sanie, Sadu, Meuma                                              |
|  | |
|  | \| \| Lisoico: Lisu, Lolopo, etc. (See) \| \| \| \| \| \| Nisoico: lenguas nisoides, Axi-Puoid \| \| \| \| |
|  | |
|  | Lisoico: Lisu, Lolopo, etc. (See)                                                                          |
|  | |
|  | Nisoico: lenguas nisoides, Axi-Puoid                                                                       |
|  | |

|  | Lisoico: Lisu, Lolopo, etc. (See)    |
|  |                                      |
|  | Nisoico: lenguas nisoides, Axi-Puoid |
|  |                                      |

|  | Kazhuoico: Katso (Kazhuo), Samu (Samatao), Sanie, Sadu, Meuma                                              |
|  | |
|  | \| \| Lisoico: Lisu, Lolopo, etc. (See) \| \| \| \| \| \| Nisoico: lenguas nisoides, Axi-Puoid \| \| \| \| |
|  | |
|  | Lisoico: Lisu, Lolopo, etc. (See)                                                                          |
|  | |
|  | Nisoico: lenguas nisoides, Axi-Puoid                                                                       |
|  | |

|  | Lisoico: Lisu, Lolopo, etc. (See)    |
|  |                                      |
|  | Nisoico: lenguas nisoides, Axi-Puoid |
|  |                                      |

|  | Kazhuoico: Katso (Kazhuo), Samu (Samatao), Sanie, Sadu, Meuma                                              |
|  | |
|  | \| \| Lisoico: Lisu, Lolopo, etc. (See) \| \| \| \| \| \| Nisoico: lenguas nisoides, Axi-Puoid \| \| \| \| |
|  | |
|  | Lisoico: Lisu, Lolopo, etc. (See)                                                                          |
|  | |
|  | Nisoico: lenguas nisoides, Axi-Puoid                                                                       |
|  | |

|  | Lisoico: Lisu, Lolopo, etc. (See)    |
|  |                                      |
|  | Nisoico: lenguas nisoides, Axi-Puoid |
|  |                                      |

|  | Kazhuoico: Katso (Kazhuo), Samu (Samatao), Sanie, Sadu, Meuma                                              |
|  | |
|  | \| \| Lisoico: Lisu, Lolopo, etc. (See) \| \| \| \| \| \| Nisoico: lenguas nisoides, Axi-Puoid \| \| \| \| |
|  | |
|  | Lisoico: Lisu, Lolopo, etc. (See)                                                                          |
|  | |
|  | Nisoico: lenguas nisoides, Axi-Puoid                                                                       |
|  | |

|  | Lisoico: Lisu, Lolopo, etc. (See)    |
|  |                                      |
|  | Nisoico: lenguas nisoides, Axi-Puoid |
|  |                                      |

|  | Kazhuoico: Katso (Kazhuo), Samu (Samatao), Sanie, Sadu, Meuma                                              |
|  | |
|  | \| \| Lisoico: Lisu, Lolopo, etc. (See) \| \| \| \| \| \| Nisoico: lenguas nisoides, Axi-Puoid \| \| \| \| |
|  | |
|  | Lisoico: Lisu, Lolopo, etc. (See)                                                                          |
|  | |
|  | Nisoico: lenguas nisoides, Axi-Puoid                                                                       |
|  | |

|  | Lisoico: Lisu, Lolopo, etc. (See)    |
|  |                                      |
|  | Nisoico: lenguas nisoides, Axi-Puoid |
|  |                                      |

|  | Kazhuoico: Katso (Kazhuo), Samu (Samatao), Sanie, Sadu, Meuma                                              |
|  | |
|  | \| \| Lisoico: Lisu, Lolopo, etc. (See) \| \| \| \| \| \| Nisoico: lenguas nisoides, Axi-Puoid \| \| \| \| |
|  | |
|  | Lisoico: Lisu, Lolopo, etc. (See)                                                                          |
|  | |
|  | Nisoico: lenguas nisoides, Axi-Puoid                                                                       |
|  | |

|  | Lisoico: Lisu, Lolopo, etc. (See)    |
|  |                                      |
|  | Nisoico: lenguas nisoides, Axi-Puoid |
|  |                                      |

|  | Kazhuoico: Katso (Kazhuo), Samu (Samatao), Sanie, Sadu, Meuma                                              |
|  | |
|  | \| \| Lisoico: Lisu, Lolopo, etc. (See) \| \| \| \| \| \| Nisoico: lenguas nisoides, Axi-Puoid \| \| \| \| |
|  | |
|  | Lisoico: Lisu, Lolopo, etc. (See)                                                                          |
|  | |
|  | Nisoico: lenguas nisoides, Axi-Puoid                                                                       |
|  | |

|  | Lisoico: Lisu, Lolopo, etc. (See)    |
|  |                                      |
|  | Nisoico: lenguas nisoides, Axi-Puoid |
|  |                                      |

|  | Kazhuoico: Katso (Kazhuo), Samu (Samatao), Sanie, Sadu, Meuma                                              |
|  | |
|  | \| \| Lisoico: Lisu, Lolopo, etc. (See) \| \| \| \| \| \| Nisoico: lenguas nisoides, Axi-Puoid \| \| \| \| |
|  | |
|  | Lisoico: Lisu, Lolopo, etc. (See)                                                                          |
|  | |
|  | Nisoico: lenguas nisoides, Axi-Puoid                                                                       |
|  | |

|  | Lisoico: Lisu, Lolopo, etc. (See)    |
|  |                                      |
|  | Nisoico: lenguas nisoides, Axi-Puoid |
|  |                                      |